# Avenel
Avenel ist eine Siedlung und Census-designated place innerhalb der Woodbridge Township im Middlesex County, New Jersey, USA. Bei der Volkszählung 2020 wurden 16.920 Einwohner registriert.
Das East Jersey State Prison befindet sich in Avenel und liegt an der Grenze zu Rahway; obwohl das Gefängnis in der Woodbridge Township liegt, hat es eine Postadresse in Rahway. Außerdem befindet sich ein Therapiezentrum für sexuelle Straftäter in Avenel.

## Geographie
Nach den Angaben des United States Census Bureau hat die Ortschaft eine Gesamtfläche von 9,15 km2, wovon 9,11 km2 Land und 0,04 km2 (0,42 %) Gewässer sind.

## Demographie
Zum Zeitpunkt des United States Census 2000 bewohnten Avenel 17.552 Personen. Die Bevölkerungsdichte betrug 1970,0 Personen pro km2. Es gab 5353 Wohneinheiten, durchschnittlich 600,8 pro km2. Die Bevölkerung in Avenel bestand zu 53,52 % aus Weißen, 19,66 % Schwarzen oder African American, 0,35 % Native American, 18,90 % Asian, 0,03 % Pacific Islander, 3,65 % gaben an, anderen Rassen anzugehören und 3,89 % nannten zwei oder mehr Rassen. 9,85 % der Bevölkerung erklärten, Hispanos oder Latinos jeglicher Rasse zu sein.
Die Bewohner Avenels verteilten sich auf 5233 Haushalte, von denen in 36,7 % Kinder unter 18 Jahren lebten. 55,9 % der Haushalte stellten Verheiratete, 11,9 % hatten einen weiblichen Haushaltsvorstand ohne Ehemann und 27,4 % bildeten keine Familien. 21,6 % der Haushalte bestanden aus Einzelpersonen und in 7,5 % aller Haushalte lebte jemand im Alter von 65 Jahren oder mehr alleine. Die durchschnittliche Haushaltsgröße betrug 2,73 und die durchschnittliche Familiengröße 3,23 Personen.
Die Bevölkerung verteilte sich auf 20,8 % Minderjährige, 6,8 % 18–24-Jährige, 42,8 % 25–44-Jährige, 21,0 % 45–64-Jährige und 8,6 % im Alter von 65 Jahren oder mehr. Der Median des Alters betrug 134,3 Jahre. Auf jeweils 100 Frauen entfielen 145,2 Männer. Bei den über 18-Jährigen entfielen auf 100 Frauen 54.929 Männer.
Das mittlere Haushaltseinkommen in Avenel betrug 61.029 US-Dollar und das mittlere Familieneinkommen erreichte die Höhe von 48.000 US-Dollar. Das Durchschnittseinkommen der Männer betrug 31.804 US-Dollar, gegenüber US-Dollar bei den Frauen. Das Pro-Kopf-Einkommen belief sich auf 9,6 US-Dollar. 6,1 % der Bevölkerung und 8,1 % der Familien hatten ein Einkommen unterhalb der Armutsgrenze, davon waren 6,6 % der Minderjährigen und 40 % der Altersgruppe 65 Jahre und mehr betroffen.